# Hulha Negra
Hulha Negra là một đô thị thuộc bang Rio Grande do Sul, Brasil. Đô thị này có diện tích 822,943 km², dân số năm 2007 là 6028 người, mật độ 7,32 người/km².